# Grzegorz Lipiec (filmowiec)
Grzegorz Lipiec, pseudonim „Lipa” (ur. 16 kwietnia 1974 w Zielonej Górze) – polski reżyser i scenarzysta. Uprawia tzw. kino offowe. Studiuje montaż na PWSFTviT w Łodzi oraz pracuje jako montażysta TV w Telewizji Przewodowej Zielona Góra.
W 1990, w wieku 16 lat, z kolegami z zielonogórskiego Osiedla Piastowskiego założył amatorską grupę filmową Sky Piastowskie. Grupa ma na swoim koncie 11 produkcji fabularnych.

## Wybrana filmografia
- 2000 – Że życie ma sens – reżyser, scenarzysta, aktor
- 2004 – Dzień, w którym umrę – reżyser, scenarzysta, producent, aktor
- 2006 – Echosystem – reżyser, scenarzysta
- 2008 – 8 w poziomie – reżyser, scenarzysta

## Nagrody filmowe[3]
- 2009 – 8 w poziomie – Gdynia (do 1986 Gdańsk) (Festiwal Polskich Filmów Fabularnych) Nagroda Główna (w konkursie kina niezależnego) za „oryginalny scenariusz i brawurową reżyserię”
- 2006 – Dzień, w którym umrę – Offskar (Polskie Nagrody Kina Niezależnego) w kategorii: Najlepszy Montaż
- 2005 – Dzień, w którym umrę – Złota Kaczka (przyznawana przez pismo „Film”) za najlepszy film offowy; za rok 2004
- 2004 – Dzień, w którym umrę – Poznań (MFF „Off Cinema”) nagroda „Brązowy Zamek” w kategorii Open
- 2004 – Dzień, w którym umrę – Gdynia (do 1986 Gdańsk) (Festiwal Polskich Filmów Fabularnych) Nagroda Główna (w konkursie kina niezależnego) uzasadnienie werdyktu jury: „film w brawurowej i drapieżnej formie pyta o granice wolności jednostki”
- 2001 – Że życie ma sens – Koszalin (Koszaliński Festiwal Debiutów Filmowych „Młodzi i Film”) Grand Prix „Wielki Jantar”